# پریا (بازیگر)
پریا خواننده، رقصنده، بازیگر سینما و تئاتر ایرانی است. او که بیشتر به خاطر اجرای رقص و ترانه‌های مردمی در فیلم‌های سینمایی شرکت می‌کرد در لاله‌زار نیز فعالیت داشت و از رقصنده‌های کاباره‌ای تهران در دهه ۳۰ و ۴۰ به حساب می‌آمد. اکثر ترانه‌های وی توسط جعفر پورهاشمی سروده و ساخته شده بودند.

## ترانه‌شناسی
| نام ترانه         | ترانه سرا     | آهنگساز       | توضیحات                                                          |
| ----------------- | ------------- | ------------- | ---------------------------------------------------------------- |
| با بوسه شروع شد   | جعفر پورهاشمی | جعفر پورهاشمی | موسسه پخش صفحه ایران و فروشگاه فیلیپس کالا ترانه فیلم «جاهل محل» |
| ترشی خوبه یا لیته | جعفر پورهاشمی | جعفر پورهاشمی | ترانه فیلم «آقای قرن بیستم»                                      |
| ولش کن            | جعفر پورهاشمی | جعفر پورهاشمی | موسسه پخش صفحه ایران ترانه فیلم «شیرمرد»                         |
| داد کردی          |               |               | موسسه پخش صفحه ایران                                             |
| فندکی             |               |               | موسسه پخش صفحه ایران                                             |
| چشمات می‌خنده      |               |               | موسسه پخش صفحه ایران ترانه فیلم «سه تفنگدار»                     |
| بمن نیگا کنین     |               |               | موسسه پخش صفحه ایران ترانه فیلم «انسان‌ها»                        |
| لب رودخونه        | جعفر پورهاشمی | جعفر پورهاشمی | فروشگاه فیلیپس کالا                                              |
| چشماتون قشنگه     | جعفر پورهاشمی | جعفر پورهاشمی | فروشگاه فیلیپس کالا ترانه فیلم «یک پارچه آقا»                    |
| این باشه باشه     | جعفر پورهاشمی | جعفر پورهاشمی | ترانه فیلم «مرد ده میلیون تومانی»                                |
| کافر قیزی جون     | جعفر پورهاشمی | جعفر پورهاشمی | فروشگاه فیلیپس کالا / رویال ترانه فیلم «حسین کرد»                |

## فیلم‌شناسی
| نام فیلم             | محصول سال | حضور به عنوان | حضور به عنوان | حضور به عنوان |
| نام فیلم             | محصول سال | بازیگر        | خواننده       | رقصنده        |
| -------------------- | --------- | ------------- | ------------- | ------------- |
| پستچی                | ۱۳۴۰      | x             |               |               |
| نصیب و قسمت          | ۱۳۴۱      | x             | x             |               |
| گربه وحشی            | ۱۳۴۱      | x             | x             | x             |
| گذشت                 | ۱۳۴۱      |               | x             |               |
| خداداد               | ۱۳۴۱      | x             | x             |               |
| ستاره‌ای چشمک زد      | ۱۳۴۲      | x             |               |               |
| گردن کلفت            | ۱۳۴۳      |               | x             | x             |
| سه تفنگدار           | ۱۳۴۳      |               | x             | x             |
| انسان‌ها              | ۱۳۴۳      |               | x             | x             |
| آقای قرن بیستم       | ۱۳۴۳      |               | x             | x             |
| جاهل محل             | ۱۳۴۳      |               | x             | x             |
| یک پارچه آقا         | ۱۳۴۴      |               | x             | x             |
| در دنیا بیگانه بودم  | ۱۳۴۴      |               |               | x             |
| مرد ده میلیون تومانی | ۱۳۴۴      |               | x             | x             |
| شیرمرد               | ۱۳۴۴      |               | x             |               |
| ول معطلی             | ۱۳۴۵      |               | x             | x             |
| میلیونر فراری        | ۱۳۴۵      |               |               | x             |
| کلاه نمدی            | ۱۳۴۵      | x             | x             |               |
| آقای موچول           | ۱۳۴۵      |               | x             | x             |
| حسین کرد             | ۱۳۴۵      | x             | x             | x             |